# Felső-ketyi járás

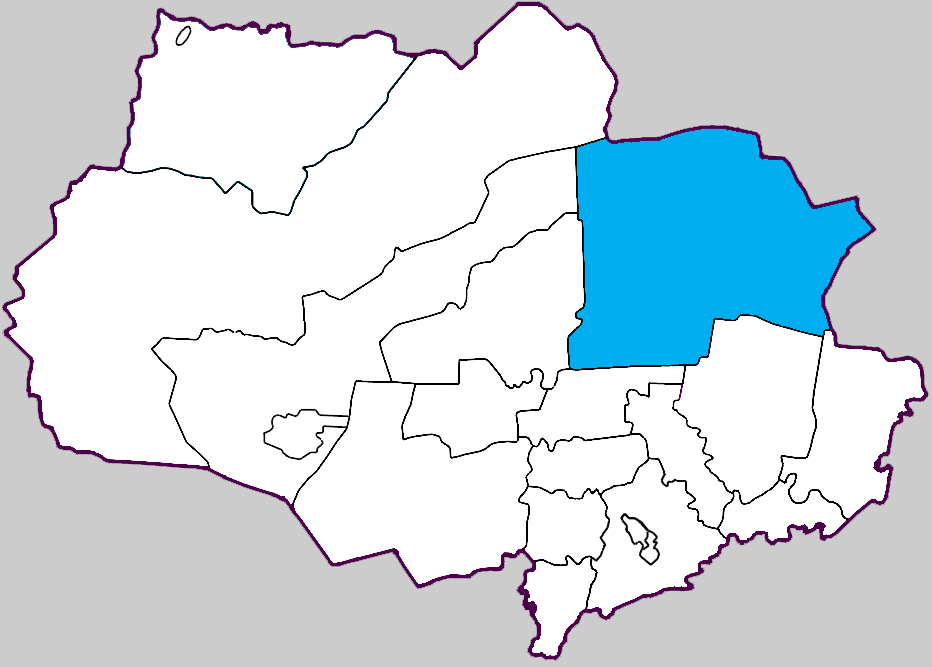
A Felső-ketyi járás az Tomszki területen

A Felső-ketyi járás (oroszul Верхнекетский район) Oroszország egyik járása a Tomszki területen. Székhelye Belij Jar.

## Népesség
- 1989-ben 25 127 lakosa volt.
- 2002-ben 18 300 lakosa volt.
- 2010-ben 17 052 lakosa volt, melyből 15 875 orosz (93,1%), 297 ukrán, 117 tatár, 101 szölkup, 73 fehérorosz, 71 üzbég, 69 udmurt, 52 német, 41 baskír, 30 ket stb.